# Ваямпи (язык)
Ваямпи (Guaiapi, Guayapi, Oiampí, «Oiampipucu», Oiumpian, Oyampí, Oyampík, «Oyampipuku», Oyanpík, Oyapí, Waiampi, Waiãpi, Wajapae, Wajapi, Wajapuku, Wayampi, Wayapae, Wayapi, Wayãpi) — язык тупи-гуарани, на котором говорит народ ваямпи, который проживает в 8 деревнях западе штата Амапа и на севере штата Пара (притоки реки Верхняя Амапари) в Бразилии, а также около верха реки Ояпок, в двух поселениях (одно около верховья реки Камопи, другое около верховья реки Ояпок) во Французской Гвиане. Имеет диалекты амапари, важапуку, жари и оияпоке.